# Ожаровиці
Ожаровіце (пол. Ożarowice) — село в Польщі, у гміні Ожаровиці Тарноґурського повіту Сілезького воєводства.
Населення — 1610 осіб (2011).
У 1975-1998 роках село належало до Катовицького воєводства.

## Демографія
Демографічна структура станом на 31 березня 2011 року:
|          | Загалом | Допрацездатний вік | Працездатний вік | Постпрацездатний вік |
| -------- | ------- | ------------------ | ---------------- | -------------------- |
| Чоловіки | 807     | 173                | 529              | 105                  |
| Жінки    | 803     | 143                | 483              | 177                  |
| Разом    | 1610    | 316                | 1012             | 282                  |